# Guillaume Brenner
Guillaume Walter Brenner Bojara (ur. 10 lutego 1986 w Beauvais) – togijski piłkarz francuskiego pochodzenia, występujący na pozycji pomocnika. W przeszłości gracz Czarnych Żagań.

## Kariera piłkarska
Guillaume Brenner przygodę z piłką rozpoczynał w juniorach klubu US Chantilly. W 2001 roku rozpoczął szkolenie w młodej drużynie FC Nantes. W 2004 roku ukończył wiek juniora, dzięki czemu występował już w drugiej drużynie Nantes. We Francji rozegrał 2 ligowe spotkania. W 2005 roku został zawodnikiem CS Louhans-Cuiseaux. Tam grał 11 razy w lidze. W 2008 roku trafił do Polski, bowiem został zawodnikiem Czarnych Żagań. Grał jednak tylko w jednym meczu II ligi przeciwko Ślęzy Wrocław. Na boisku przebywał przez pierwsze 32 minuty. Przed rundą wiosenną sezonu 2008/2009 trafił do Olympique Noisy-le-Sec. Wystąpił w 15 spotkaniach i zdobył 1 bramkę. W sezonie 2009/2010 występował w barwach Alki Larnaka.
W dorosłej reprezentacji zadebiutował w 2006 roku. Był również powołany na Puchar Narodów Afryki 2010, jednak Togo zostało z niego ostatecznie wycofana, z powodu ataku na ich autokar.